# Omrop Fryslân
Omrop Fryslân est une société néerlandaise de radiodiffusion publique régionale de la province de Frise, créée en 1988. Le siège social d'Omrop Fryslân est situé à Leuvarde. Elle est également responsable pour la diffusion de programmes en frison occidental sur les chaînes nationales de la NPO.
Elle regroupe une station de radio et une chaîne de télévision du même nom. Ses émissions diffusées sont généralement en frison occidental.

## Histoire

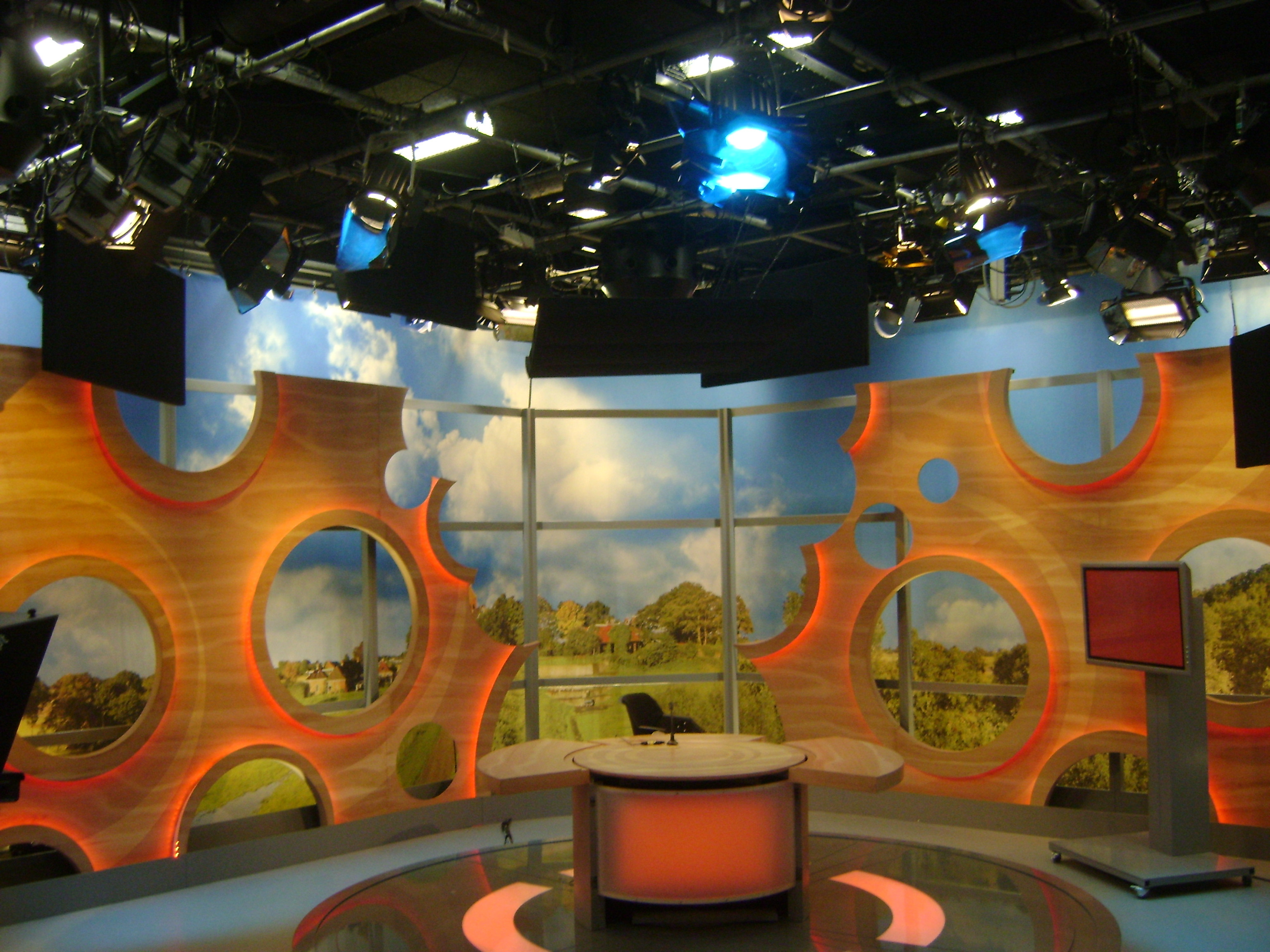
Le studio de télévision d'Omrop Fryslân en 2009.

En 1946, la RON (Radio Omroep Noord) — plus tard RONO (Radio Omroep Noord en Oost) — a été créée pour diffuser dans le nord et l'est des Pays-Bas. En 1978, RONO a été scindé en Radio Noord, Radio Oost et Radio Fryslân. En 1988, Omrop Fryslân a été créé et est devenu un radiodiffuseur à part entière.
Le 4 février 1994, la chaîne de télévision d'Omrop Fryslân diffuse ses premières émissions,,.

## Diffusion
La station de radio d'Omrop Fryslân est recevable en FM sur les fréquences 92,2 MHz et 92,5 MHz, la DAB+, DVB-T et par Internet. La chaîne de télévision est diffusée par le câble, IPTV et la satellite.
Omrop Fryslân a également du temps de diffusion sur la chaîne nationale NPO 2, le gouvernement néerlandais ayant pour tâche d'encourager l'utilisation du frison dans les médias.